# عالی‌چنگی
عالی چنگی، روستایی است از توابع بخش دلوار در شهرستان تنگستان استان بوشهر ایران.

## جمعیت
این روستا در دهستان دلوار قرار داشته و بر اساس سرشماری سال ۱۳۹۵ جمعیت آن ۶۹۳نفر (۲۰۵خانوار) بوده‌ است.